# Samuel Train Dutton
Samuel Train Dutton (* 16. Oktober 1849 in Hillsborough, New Hampshire, Vereinigte Staaten; † 28. März 1919 in Atlantic City, New Jersey) war ein US-amerikanischer Pädagoge und Friedensaktivist.

## Leben
Samuel Train Dutton war der Sohn von Jeremiah Dutton (1818–1905) und Rebecca Train Dutton (1820–1868). Zur Vorbereitung auf das Priesteramt studierte er in New London bei dem Baptisten Artemas Wyman Sawyer. Nachdem er 1873 am Yale College zum Artium Baccalaureus graduierte, orientierte er sich um und wurde Verantwortlicher für die öffentlichen Schulen in South Norwalk mit etwa 700 Schülern. 1882 wurde er Schuladministrator in der Stadtverwaltung von New Haven. 1890 erhielt er an der Yale University den Artium Magister. Danach wurde er Administrator der Schulen von Brookline, Massachusetts. Dort verfolgte er die Idee, dass Schule, Familie und Öffentlichkeit eine Einheit bilden sollten und die öffentliche Schule als Gemeindezentrum gesehen werden müsste.
Ab 1900 war er Professor für Schuladministration am Teachers College der Columbia University. Von 1903 bis 1919 war er – inspiriert durch Mary Mills Patrick – Chairman des New Yorker Komitees des American Colleges for Girls in Konstantinopel. Die Beschäftigung mit Problemen der Bildung von Mädchen und jungen Frauen im Nahen Osten war zeit seines Lebens ein wichtiges Anliegen für ihn.:S. 75 ff.
1912 verlieh ihm die Baylor University ehrenhalber den Doktortitel LL.D. (Doktor der Rechte).:S. 114
Samuel Train Dutton heiratete 1874 Cornelia „Nellie“ North (1854–1943). Mit ihr adoptierte er zwei Kinder, Maude Barrows (* 1880) und Lillian Mabel (* 1883). Maude Barrows Dutton veröffentlichte – ab 1909 unter ihrem Ehenamen Maude Barrows Dutton Lynch – mehrere Bücher. Dutton starb am 28. März 1919 in Atlantic City, New Jersey und wurde auf dem Putnam Cemetery in Greenwich, Connecticut beerdigt.

## Friedensaktivitäten

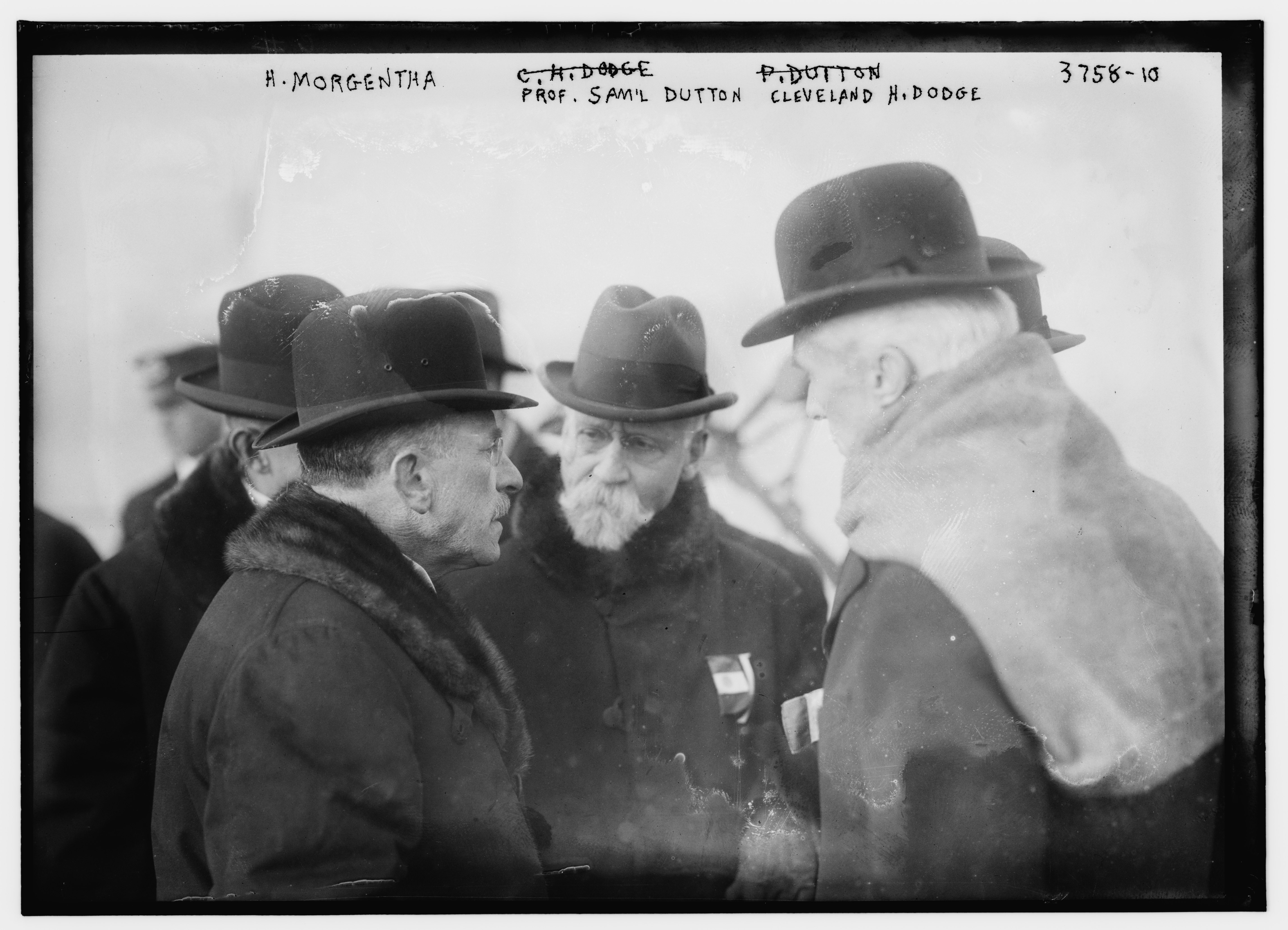
Samuel Train Dutton (Mitte) mit Henry Morgenthau sen. und Cleveland H. Dodge, um 1915

Neben seiner beruflichen Tätigkeit war Samuel Train Dutton aktiv in der Friedensbewegung engagiert.
Er hatte Kontakt mit bekannten Persönlichkeiten, so 1905 mit John Dewey. 1906 gründete er mit weiteren Lehrkräften der Columbia University wie John Bates Clark, George W. Kirchwey und John Bassett Moore und Friedensaktivisten wie Hamilton Holt in der Kapelle des „Broadway Tabernacle“ (heute „Broadway United Church of Christ“) die „New York Peace Society“. Erster Präsident war Oscar Straus, der 1907 von Andrew Carnegie abgelöst wurde.:S. 82–84
Im Mai 1909 nahm er an der Lake Mohonk Conference on International Arbitration teil.:S. 96 Im September 1909 war er Leiter einer Delegation zum 18. Internationalen Friedenskongress in Stockholm. Anschließend reist er mit seiner Frau durch Europa, besuchte mehrere Orte in Schottland, hielt Vorträge in Kristiania und Stockholm, besuchte Dänemark und verbrachte einige Wochen in Dresden. Dann ging er über Wien und Belgrad nach Konstantinopel. Dort verbrachte er drei Wochen am American Colleges for Girls. Er traf mit Mary Mills Patrick und Personen des öffentlichen Lebens wie dem Botschafter der Vereinigten Staaten Oscar Straus und Ahmed Rızâ, dem Parlamentspräsidenten der zweiten osmanischen Verfassungsperiode, zusammen.:S. 96 ff. 1910 kehrten er und seine Frau über Athen und Neapel nach New York zurück. Ab 1910 war er Sekretär des Lenkungsausschusses der von Edwin Doak Mead und Edwin Ginn gegründeten World Peace Foundation (Gründungsname „International School of Peace“).
Von 1913 bis 1914 war Samuel Train Dutton mit Pawel Miljukow, Henry Noel Brailsford, Paul Henri d’Estournelles de Constant, Francis W. Hirst, Justin Godart, Josef Redlich und Walther Schücking Mitglied der von der Carnegie-Stiftung für Internationalen Frieden berufenen Kommission zur Untersuchung der Balkankriege 1912/1913, die 1914 den Carnegie-Report veröffentlichte. Dutton war auf Vorschlag von Nicholas Murray Butler Doyen der Kommission.
Samuel Train Dutton schlug fünf Pazifisten und Philanthropen für den Friedensnobelpreis vor: 1908 Andrew Carnegie und Albert Keith Smiley, 1913 Edwin Doak Mead gemeinsam mit Lucia True Ames Mead und 1916 Jane Addams, die ihn 1931 erhielt.

## Schriften
- mit Ferdinand Van Derveer Garretson, John Oxenbridge Heald: Carmina yalensia. A collection of Yale College songs with music and piano-forte accompaniment. Taintor Bros., New York 1873, OCLC 85789661.
- Education as a cure for crime. Ellis, Boston 1890, OCLC 905328649.
- The Morse speller. Dictation and spelling in correlation with other subjects for all grades. Silver, Burdett & Co., New York 1896, OCLC 262841679.
- mit Blanche Evans Hazard: Indians and pioneers. An historical reader for the young. Morse, New York 1897, OCLC 759071243.
- mit Blanche Evans Hazard: Earliest days in America. Morse, New York 1897, OCLC 680447206.
- Social phases of education in the school and the home. Macmillan, New York 1899, OCLC 4829861.
- mit Helen Ainslie Smith: The colonies. Morse, New York 1899, OCLC 678285079.
- School management. Practical suggestions concerning the conduct and life of the school. Scribner’s, New York 1903, OCLC 536267.
- mit David Snedden: The Administration of Public Education in the United States. Mit einer Einführung von Nicholas Murray Butler. Macmillan, New York 1908, OCLC 3682997.

Ab 1905 gab er die Schulbuchreihe Dutton’s World at Work Series heraus. Die ersten Büchern waren Werke seiner Tochter Maude Barrows Dutton:
- Maude Barrows Dutton, Sarah Minnie Mott: Fishing and Hunting. American Book, New York 1905, OCLC 1194387120.
- Maude Barrows Dutton: In Field And Pasture. American Book, New York 1905, OCLC 819353825.

Außerdem war er Autor bzw. Mitautor mehrerer Artikel in Fachzeitschriften wie Education, Journal of Education, Columbia University Quarterly, Atlantic Educational Journal und Journal of Race Development.:S. 278–279